# Grande Prêmio da Europa de 1999
Resultados do Grande Prêmio da Europa de Fórmula 1 realizado em Nürburgring em 26 de setembro de 1999. Décima quarta etapa da temporada, nele o britânico Johnny Herbert conseguiu tanto a última vitória de sua carreira quanto o único triunfo da Stewart. Ao seu lado no pódio estavam Jarno Trulli, da Prost, e Rubens Barrichello, também da Stewart.

## Resumo
Logo na largada, um acidente entre o austríaco Alexander Wurz e o brasileiro Pedro Paulo Diniz, assustou com a Sauber de Diniz capotando várias vezes na caixa de brita. Apesar do susto, ambos saíram ilesos.
Primeiro pódio de Jarno Trulli e último pódio da equipe Prost.
Primeiro ponto de Marc Gené.
Luca Badoer foi outro destaque da prova: até a volta 53, o italiano estava na quarta posição e marcaria seus primeiros pontos na F-1, mas um problema de câmbio em sua Minardi forçou o abandono de Badoer, que não resistiu e chorou, sendo amparado inclusive por um fiscal de pista.

## Classificação

### Treino oficial
| Pos.   | Nº | Piloto                | Equipe             | Volta    | Diferença |
| ------ | -- | --------------------- | ------------------ | -------- | --------- |
| 1      | 8  | Heinz-Harald Frentzen | Jordan-Mugen/Honda | 1:19.910 | -         |
| 2      | 2  | David Coulthard       | McLaren-Mercedes   | 1:20.176 | + 0.266   |
| 3      | 1  | Mika Häkkinen         | McLaren-Mercedes   | 1:20.376 | + 0.466   |
| 4      | 6  | Ralf Schumacher       | Williams-Supertec  | 1:20.444 | + 0.534   |
| 5      | 18 | Olivier Panis         | Prost-Peugeot      | 1:20.638 | + 0.728   |
| 6      | 9  | Giancarlo Fisichella  | Benetton-Playlife  | 1:20.718 | + 0.808   |
| 7      | 7  | Damon Hill            | Jordan-Mugen/Honda | 1:20.818 | + 0.908   |
| 8      | 22 | Jacques Villeneuve    | BAR-Supertec       | 1:20.825 | + 0.915   |
| 9      | 4  | Eddie Irvine          | Ferrari            | 1:20.842 | + 0.932   |
| 10     | 19 | Jarno Trulli          | Prost-Peugeot      | 1:20.965 | + 1.055   |
| 11     | 10 | Alexander Wurz        | Benetton-Playlife  | 1:21.144 | + 1.234   |
| 12     | 3  | Mika Salo             | Ferrari            | 1:21.314 | + 1.404   |
| 13     | 12 | Pedro Paulo Diniz     | Sauber-Petronas    | 1:21.345 | + 1.435   |
| 14     | 17 | Johnny Herbert        | Stewart-Ford       | 1:21.379 | + 1.469   |
| 15     | 16 | Rubens Barrichello    | Stewart-Ford       | 1:21.490 | + 1.580   |
| 16     | 11 | Jean Alesi            | Sauber-Petronas    | 1:21.634 | + 1.724   |
| 17     | 23 | Ricardo Zonta         | BAR-Supertec       | 1:22.267 | + 2.357   |
| 18     | 5  | Alessandro Zanardi    | Williams-Supertec  | 1:22.284 | + 2.374   |
| 19     | 20 | Luca Badoer           | Minardi-Ford       | 1:22.631 | + 2.721   |
| 20     | 20 | Marc Gené             | Minardi-Ford       | 1:22.760 | + 2.850   |
| 21     | 15 | Toranosuke Takagi     | Arrows             | 1:23.401 | + 3.491   |
| 22     | 14 | Pedro de La Rosa      | Arrows             | 1:23.698 | + 3.788   |
| Fonte: |    |                       |                    |          |           |

### Corrida
| Pos    | Nº | Piloto                | Equipe             | Voltas | Tempo/Diferença | Grid | Pontos |
| ------ | -- | --------------------- | ------------------ | ------ | --------------- | ---- | ------ |
| 1      | 17 | Johnny Herbert        | Stewart-Ford       | 66     | 1:41:54.314     | 14   | 10     |
| 2      | 19 | Jarno Trulli          | Prost-Peugeot      | 66     | + 22.619        | 10   | 6      |
| 3      | 16 | Rubens Barrichello    | Stewart-Ford       | 66     | + 22.866        | 15   | 4      |
| 4      | 6  | Ralf Schumacher       | Williams-Supertec  | 66     | + 39.508        | 4    | 3      |
| 5      | 1  | Mika Häkkinen         | McLaren-Mercedes   | 66     | + 1:02.950      | 3    | 2      |
| 6      | 21 | Marc Gené             | Minardi-Ford       | 66     | + 1:05.154      | 20   | 1      |
| 7      | 4  | Eddie Irvine          | Ferrari            | 66     | + 1:06.683      | 9    |        |
| 8      | 23 | Ricardo Zonta         | BAR-Supertec       | 65     | +1 volta        | 17   |        |
| 9      | 18 | Olivier Panis         | Prost-Peugeot      | 65     | +1 volta        | 5    |        |
| 10     | 22 | Jacques Villeneuve    | BAR-Supertec       | 61     | Embreagem       | 8    |        |
| Ret    | 20 | Luca Badoer           | Minardi-Ford       | 53     | Câmbio          | 19   |        |
| Ret    | 14 | Pedro de La Rosa      | Arrows             | 52     | Câmbio          | 22   |        |
| Ret    | 9  | Giancarlo Fisichella  | Benetton-Playlife  | 48     | Spun off        | 6    |        |
| Ret    | 3  | Mika Salo             | Ferrari            | 44     | Freios          | 12   |        |
| Ret    | 15 | Toranosuke Takagi     | Arrows             | 42     | Spun off        | 21   |        |
| Ret    | 2  | David Coulthard       | McLaren-Mercedes   | 37     | Spun off        | 2    |        |
| Ret    | 11 | Jean Alesi            | Sauber-Petronas    | 35     | Semieixo        | 16   |        |
| Ret    | 8  | Heinz-Harald Frentzen | Jordan-Mugen/Honda | 32     | Pane elétrica   | 1    |        |
| Ret    | 5  | Alessandro Zanardi    | Williams-Supertec  | 10     | Colisão         | 18   |        |
| Ret    | 7  | Damon Hill            | Jordan-Mugen/Honda | 0      | Pane elétrica   | 7    |        |
| Ret    | 10 | Alexander Wurz        | Benetton-Playlife  | 0      | Colisão         | 11   |        |
| Ret    | 12 | Pedro Paulo Diniz     | Sauber-Petronas    | 0      | Colisão         | 13   |        |
| Fonte: |    |                       |                    |        |                 |      |        |

## Tabela do campeonato após a corrida
| Pos. | Piloto                | Pontos |
| ---- | --------------------- | ------ |
| 1    | Mika Häkkinen         | 62     |
| 2    | Eddie Irvine          | 60     |
| 3    | Heinz-Harald Frentzen | 50     |
| 4    | David Coulthard       | 48     |
| 5    | Ralf Schumacher       | 33     |

| Pos. | Construtor         | Pontos |
| ---- | ------------------ | ------ |
| 1    | McLaren-Mercedes   | 110    |
| 2    | Ferrari            | 102    |
| 3    | Jordan-Mugen/Honda | 57     |
| 4    | Williams-Supertec  | 33     |
| 5    | Stewart-Ford       | 31     |

- Nota: Somente as primeiras cinco posições estão listadas.